# São Martinho da Serra
São Martinho da Serra is een gemeente in de Braziliaanse deelstaat Rio Grande do Sul. De gemeente telt 3.579 inwoners (schatting 2009).

## Aangrenzende gemeenten
De gemeente grenst aan Itaara, Júlio de Castilhos, Quevedos, Santa Maria en São Pedro do Sul.